# La stella (Arthur C. Clarke)
La stella (The Star), pubblicato in italiano anche come Un gesuita nella stella, è un racconto di fantascienza di Arthur C. Clarke apparso per la prima volta nella rivista magazine Infinity Science Fiction in 1955 che vinse il Premio Hugo nel 1956.

## Trama
Un gruppo di esploratori spaziali torna da una spedizione in un remoto sistema stellare dove esplorano i resti di un'avanzata civiltà distrutta dal trasformarsi del loro sole in una supernova. Il loro astrofisico è un sacerdote gesuita che sta vivendo una profonda crisi di fede, accresciuta dicendo con molti decenni in anticipo la fine del loro sole e della loro civiltà, essi spendono gli ultimi anni costruendo una sorta di museo sul pianeta più esterno del loro sistema solare, la cui orbita, simile a quella di Plutone, è abbastanza lontana da sopravvivere all'esplosione della supernova.
Nella cripta essi lasciarono una completa testimonianza della loro cultura, filosofia, sperando che qualcuno un giorno potesse scoprire la loro esistenza. Gli esploratori, soprattutto l'astrofisico, sono assai colpiti da questi artefatti, compresi dei filmati e delle immagini, finendo per identificarsi profondamente con la razza scomparsa, pacifica e di grande grazia ed umanità.
Il paragrafo finale del racconto rivela la fonte del panico del protagonista narrante. Calcolando l'esatto tempo dall'esplosione della supernova e calcolando quando la luce emessa sarebbe stata vista dalla Terra, egli calcola che la supernova sarebbe stata visibile esattamente nel 4 a.C. La nova che ha distrutto questa pacifica civiltà era la Stella di Betlemme apparsa a guidare i Re Magi. Lo scienziato perde così definitivamente la fede per l'apparente, secondo lui, incoerenza di Dio.

## Trasposizione televisiva
La storia fu usata come soggetto per un episodio televisivo di Ai confini della realtà nel 1985. Mentre la storia originale finiva con una nota negativa, questa versione ebbe un finale meno controverso. Il capitano della nave ricordò allo scienziato che la popolazione aveva potuto conoscere quando sarebbe morta e aveva potuto prepararsi e che la loro morte avrebbe dato luce ad un'umanità civilizzata.

## Attendibilità scientifica
Solo in seguito, anche grazie alle osservazioni sulla supernova 1987a si è verificato come una stella del tipo del Sole, con pianeti abitati simili alla Terra, non potrebbe trasformarsi in una supernova senza prima passare attraverso lo stadio in una nana bianca.
Insieme a La città e le stelle, costituisce una delle pochissime opere di Clarke in cui si narra di viaggi oltre la velocità della luce, opzione narrativa di solito rifiutata dai puristi della fantascienza hard.